# Margret Middell

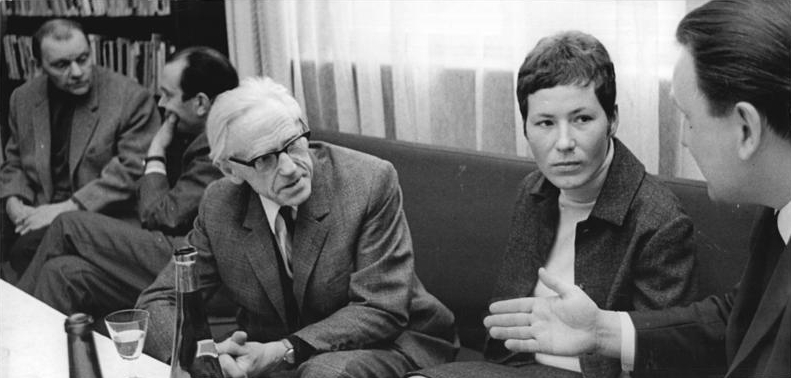
Uitreiking Will-Lammert-Preis (1969) met links Heinrich Drake

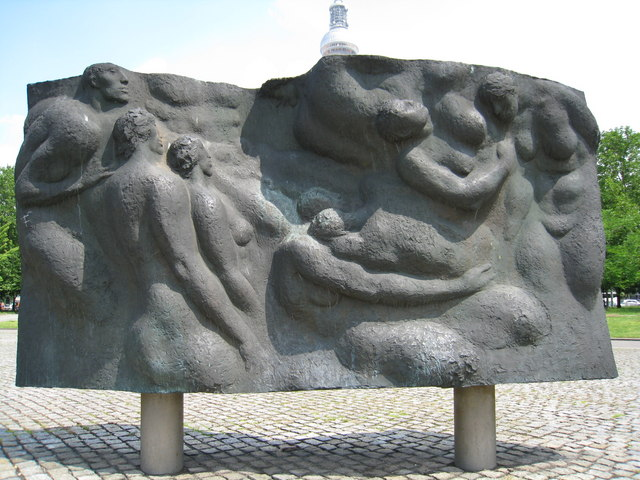
Die Würde und Schönheit freier Menschen in Berlijn

Margret Middell (Kwidzyn, 1940) is een Duitse beeldhouwer en graficus.

## Leven en werk
Middell, die werd geboren in Mariënwerder (West-Pruisen) - het huidige Kwidzyn in de Poolse woiwodschap Pommeren - groeide op in de Duitse deelstaat Mecklenburg-Voor-Pommeren, waar zij gedurende een jaar (1958-1959) een opleiding als meubelmaker volgde. Van 1959 tot 1965 studeerde zij beeldhouwkunst bij de hoogleraren Waldemar Grzimek, Heinrich Drake en Ludwig Engelhardt aan de Kunsthochschule für Bildende und Angewandte Kunst in Berlin-Weißensee. Na haar studie vestigde zij zich als vrij kunstenares in Berlijn. In 1969 werd haar de Will-Lammert-Preis toegekend, een prestigieuze kunstprijs in de voormalige DDR.
De kunstenares leeft en werkt sinds 1976 in Barth-Glöwitz (Mecklenburg-Vorpommern). In 2005 organiseerde de Kunsthalle Rostock, ter gelegenheid van haar vijfenzestigste verjaardag, een overzichtstentoonstelling van haar werk.

## Werken (selectie)
- 1965 Sportler, Prenzlauer Allee voor het Carl Zeiss-Großplanetarium in Berlijn (herplaatst in 1996)
- 1967 Männlicher Akt, Eichenallee in Rostock
- 1968 Sportler, Fritz-Lesch-Straße in Berlin-Hohenschönhausen
- 1969 Große Sitzende, Schwanenteich bij de Kunsthalle Rostock in Rostock
- 1974 Schönheit des Menschen in der Natur[2], Freundschaftsinsel in Potsdam
- 1985/86 Die Würde und Schönheit freier Menschen - twee bronzen reliëfs, tegenover en onderdeel van het Marx-Engels-Denkmal, Marx-Engels-Forum in Berlijn
- 2003 Flügel bij de Nicolaikirche in Rostock
- 2003 Die Stille bij de Nicolaikirche in Rostock

## Fotogalerij

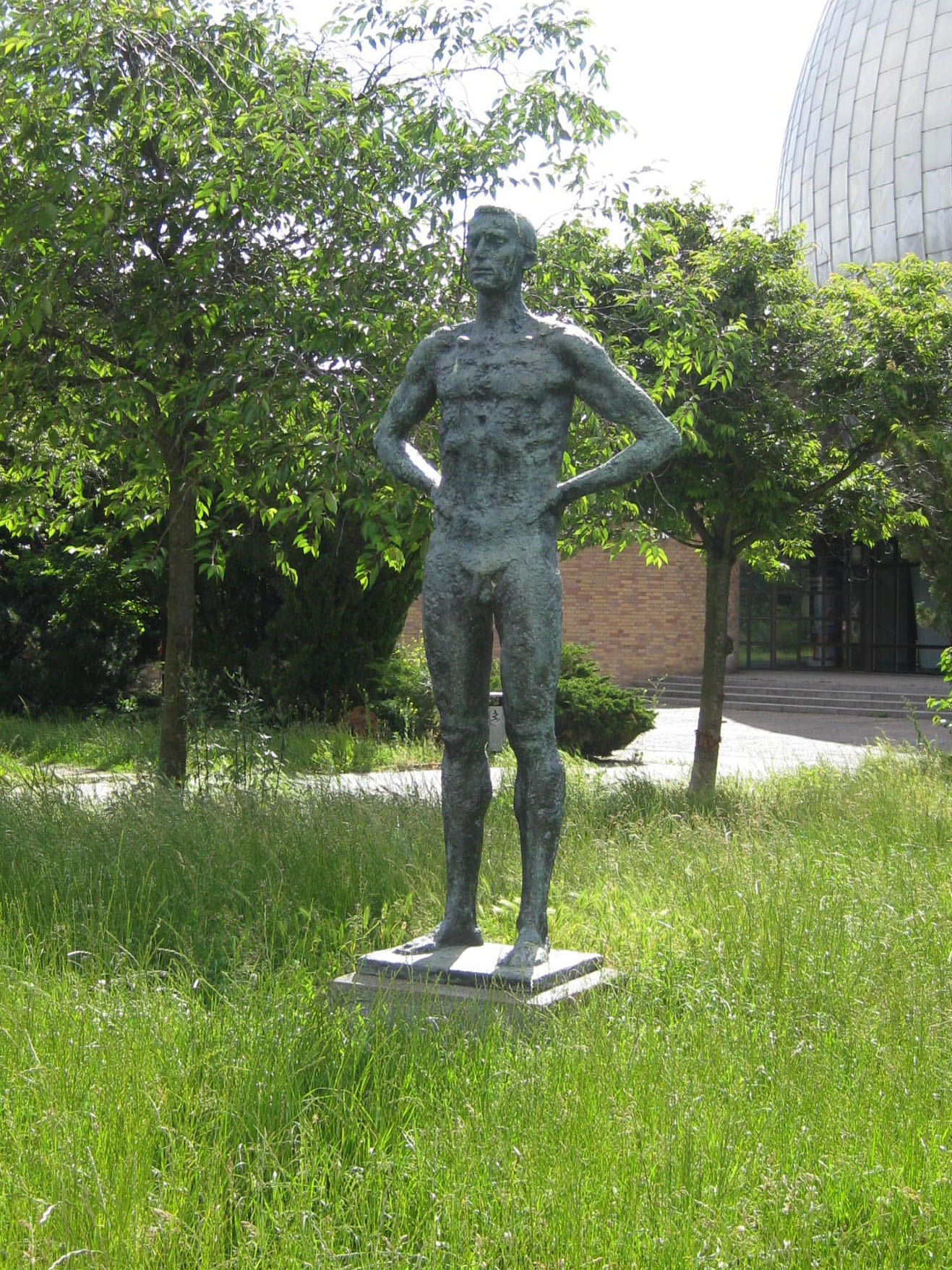
Sportler (1965)
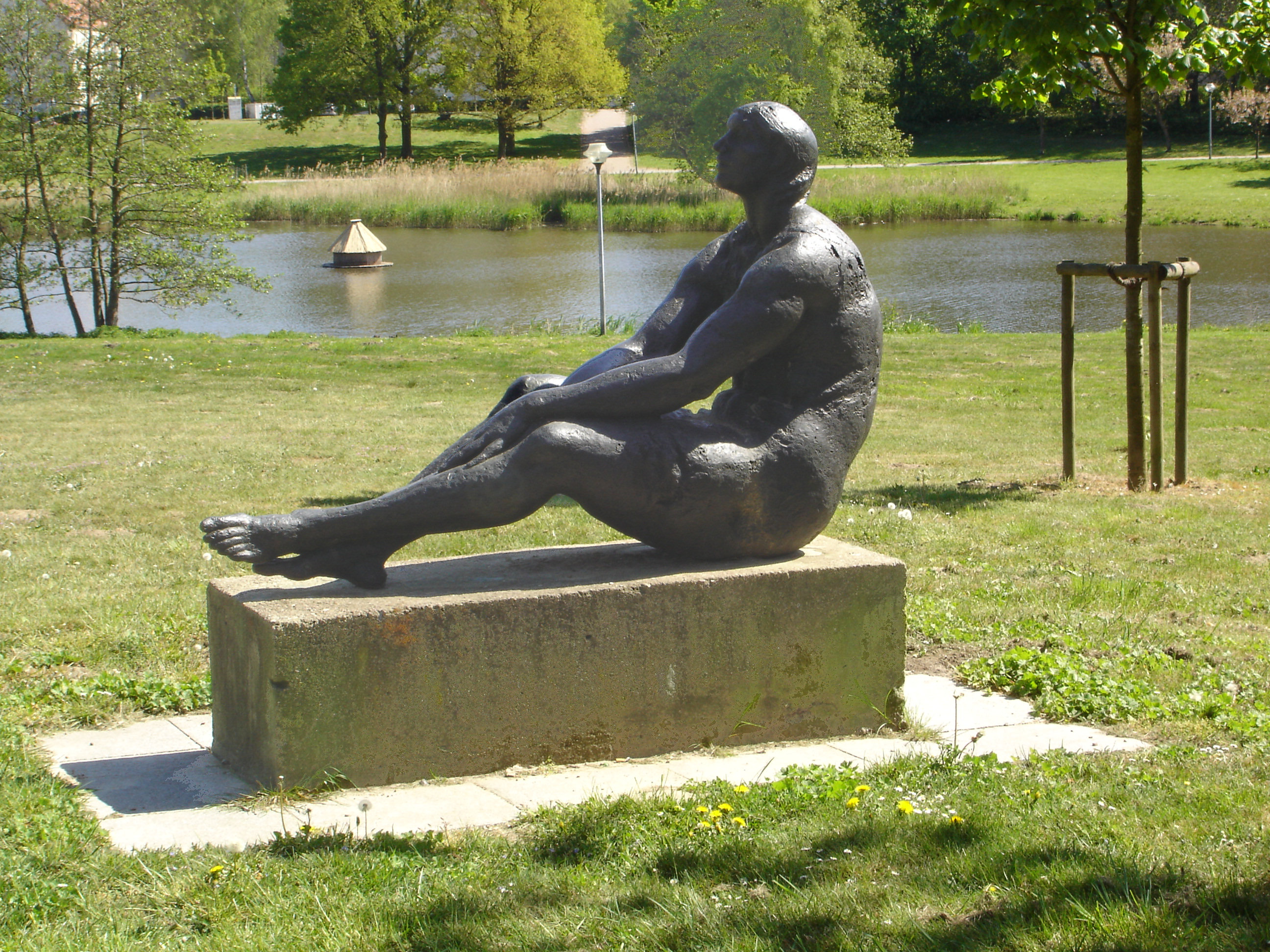
Große Sitzende (1969)
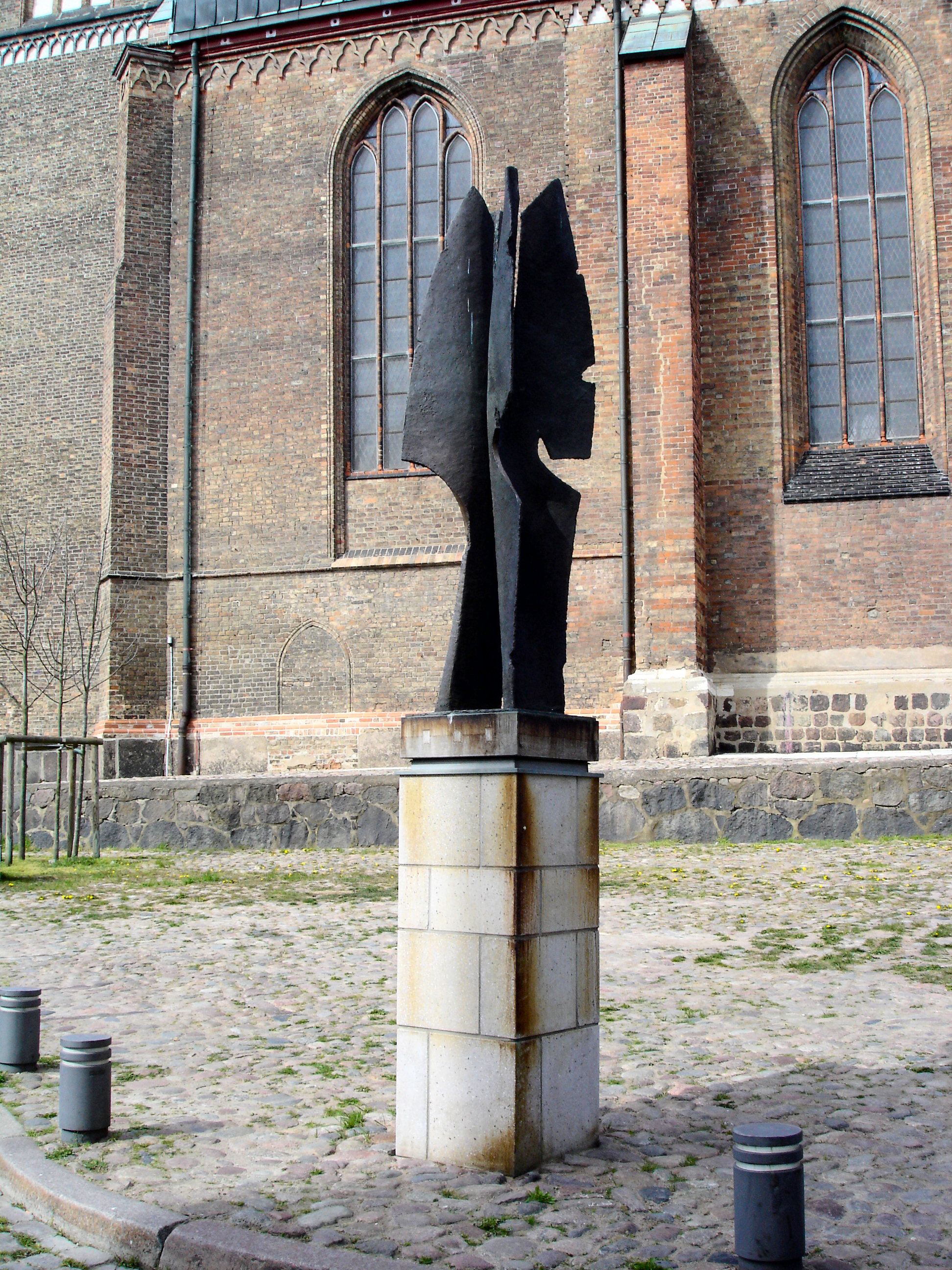
Flügel (2003)
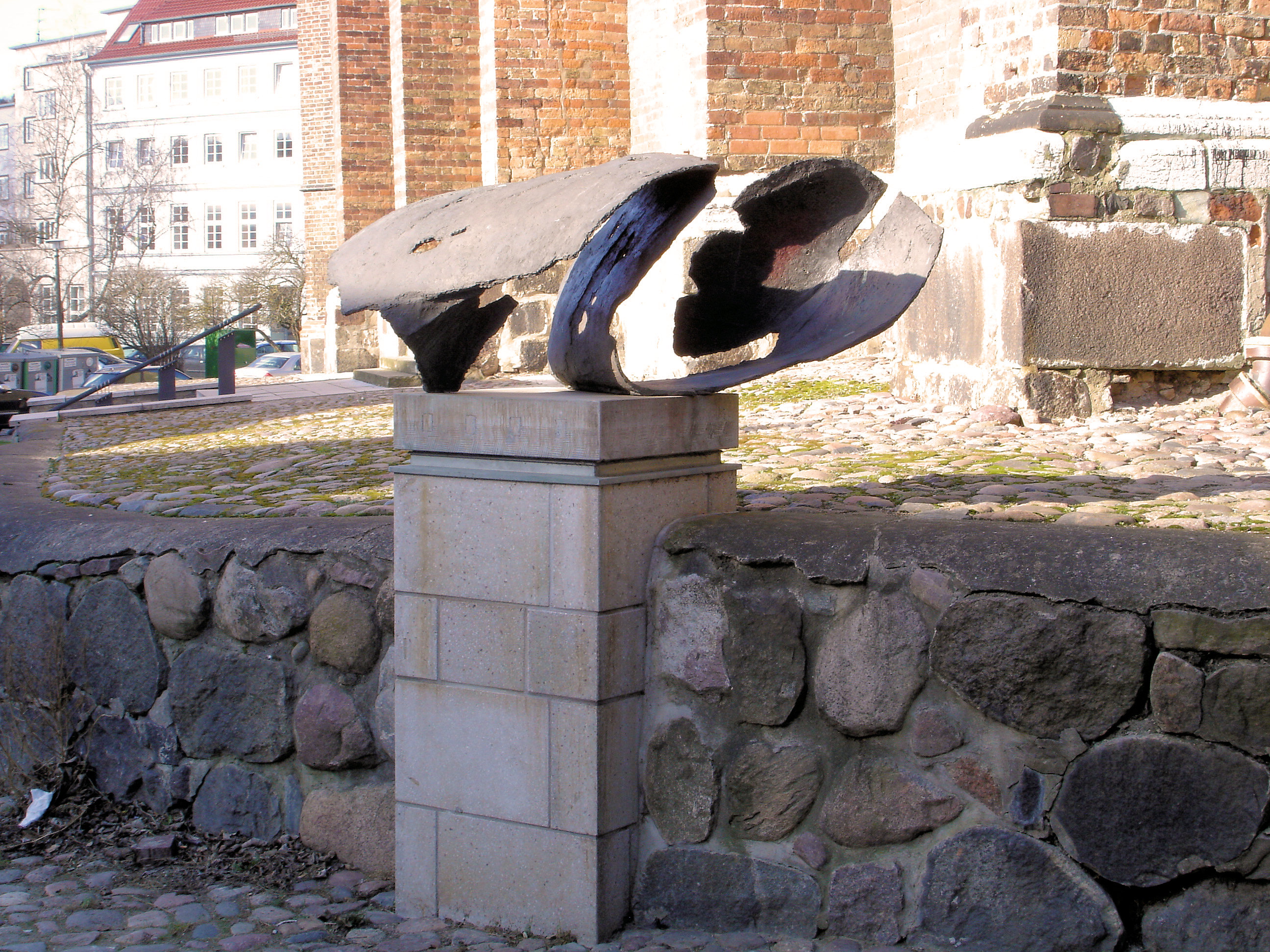
Die Stille (2003